# 洛伦兹·利奥波德·哈什卡
洛伦茨·利奥波德·哈施卡（德语：Lorenz Leopold Haschka，1749年9月1日-1827年8月3日）是一位奥地利诗人，他创作了奥地利帝国的国歌《天佑吾皇弗朗茨》，这首歌的曲调也被日后德國國歌德意志之歌沿用。
洛伦茨·利奥波德·哈施卡最初学习的是人文学科，毕业后成为一名耶稣会士。他在沃尔姆斯文法学校擔任教师，直到1773年学校解散为止。哈什卡最终去了维也纳，在那里他向诗人约翰·巴普蒂斯特·冯·阿尔辛格教授度量衡课程。
从1780年起，他成为维也纳圣约瑟夫会所的共济会会员。1797年，他成为维也纳大学图书馆馆长，同年他创作了奥地利帝国的国歌《天佑吾皇弗朗茨》。后来成为维也纳特蕾西亚图书馆的美学教授（1798-1822年）。1827年，他逝世于奧地利帝國维也纳。